# The Blow Hole
The Blow Hole är ett sund i Kanada.   Det ligger i provinsen British Columbia, i den sydvästra delen av landet, 3 700 km väster om huvudstaden Ottawa.
I omgivningarna runt The Blow Hole växer i huvudsak barrskog. Trakten runt The Blow Hole är nära nog obefolkad, med mindre än två invånare per kvadratkilometer.